# Yiğithan Güveli
Yiğithan Güveli (sinh ngày 16 tháng 5 năm 1998) là một cầu thủ bóng đá Thổ Nhĩ Kỳ thi đấu ở vị trí trung vệ cho câu lạc bộ Thổ Nhĩ Kỳ Fenerbahçe ở Süper Lig.

## Sự nghiệp chuyên nghiệp
Güveli gia nhập Fenerbahçe lúc 8 tuổi, và chỉ phát triển ở học viện đào tạo trẻ. Güveli ra mắt chuyên nghiệp cho Fenerbahçe trong trận thắng 3-1 sân khách tại Süper Lig trước Adanaspor ngày 3 tháng 6 năm 2017.